# Хармая, Сайма
Са́йма Ра́уха Мария Ха́рмая (фин. Saima Rauha Maria Harmaja; 8 мая 1913 — 21 апреля 1937) — финская писательница и поэтесса, известная своей короткой творческой карьерой, трагичной судьбой и ранней смертью; лауреат Национальной литературной премии Финляндии (1935) и Премии Финского литературного общества (1936).

## Биография
Сайма Хармая родилась в 1913 году в Хельсинки. Её отцом был Лео Хармая (1880—1949), доктор философии, впоследствии занявший должность профессора экономики в Хельсинкском университете. Мать Лаура, урождённая Генетц (1881—1954) — писательница и экономист. Дед по матери — поэт и лингвист Арвид Генетц (1848—1915). Старшая сестра, Оути (1911—1936), вышла замуж за акушера и гинеколога Ирьё Талвитие (фин. Yrjö Talvitie, 1906—2000) и умерла при родах в возрасте 24 лет. Младший брат, Тапани (1917—1940) — писатель и лётчик, погиб в Советско-финской войне. Младшая сестра Кирсти (1923—2018, в замужестве — Топпари) — журналистка.
Как писала поэтесса в личном дневнике, её семья жила счастливо. Сочинять Сайма Хармая начала с детства. Первое сохранившееся стихотворение датировано 1922 годом. В тринадцать лет она получает поддержку литературного сообщества «Союз „Молодая сила“», членом которого становится два года спустя. С пятнадцати лет юную поэтессу начинают мучить депрессия, бессонница и бронхит. Весной 1931 года у неё обнаруживают туберкулёз, и с осени она проводит несколько месяцев в больнице.
Весной 1932 года был издан первый сборник стихов поэтессы, получивший название «Huhtikuu» (с фин. — «апрель»). В то же время поэтесса влюбляется, и эти отношения становятся источником вдохновения для многих её любовных стихов. Осенью Сайма Хармая поступила в Хельсинкский университет, где изучала иностранные языки и литературу. Учёба не заладилась, и осенью следующего года Сайма поступила в Тартуский университет. После летней студенческой поездки в Италию, осенью 1935 года у поэтессы вновь развился туберкулёз, и она опять попала в больницу. В том же году вышел второй сборник стихов — «Sateen jälkeen» (с фин. — «после дождя»).
Несмотря на болезнь, Сайма не прекращала писать, и осенью 1936 года увидел свет её третий сборник стихов — «Hunnutettu» (с фин. — «под вуалью»). Однако со временем её состояние только ухудшалось, и последний месяц жизни Сайма провела в постели. Она умерла 21 апреля 1937 года, немногим не дожив до 24 лет. Четвёртый сборник стихов поэтессы, «Kaukainen maa» (с фин. — «далёкая земля»), увидел свет в том же году уже после её смерти.